# Katie Allen
Pour les articles homonymes, voir Allen.
Katie Ruth Allen, née le 28 février 1974 à Adélaïde (Australie), est une joueuse australienne de hockey sur gazon.

## Biographie
Katie Allen remporte aux Jeux olympiques d'été de 2000 à Sydney la médaille d'or avec l'équipe nationale. Elle est aussi sacrée championne du monde en 1994 et 1998 et remporte le Champions Trophy en 1995, 1997 et 2003.
Elle reçoit la médaille de l'Ordre d'Australie en 2001.